# گرمارود
گرمارود (قزوین)، روستایی از توابع بخش رودبارالموت شهرستان قزوین در استان قزوین ایران است.

## جمعیت
این روستا در دهستان الموت پایین قرار دارد و براساس سرشماری مرکز آمار ایران در سال ۱۳۸۵، جمعیت آن ۳۰۰ نفر (۱۱۱خانوار) بوده‌است.

## مردم و زبان
اهالی گرمارود تات هستند و به زبان تاتی سخن می‌رانند.